# UFC Fight Night: de Randamie vs. Ladd
UFC Fight Night: de Randamie vs. Ladd (también conocido como UFC Fight Night 155 o UFC on ESPN+ 13) fue un evento de artes marciales mixtas producido por Ultimate Fighting Championship que se llevó a cabo el 13 de julio de 2019 en el Golden 1 Center en Sacramento, California, Estados Unidos.

## Historia
El evento estelar contó con una pelea de peso gallo femenino entre la campeona inaugural de peso pluma de UFC, Germaine de Randamie y Aspen Ladd.
El evento también marcó el regreso del excampeón de peso pluma de WEC, excampeón de peso gallo de UFC y miembro del Salón de la Fama de UFC, Urijah Faber, quien regresó a la acción 30 meses después de anunciar su retiro. Enfrentó a Ricky Simon en una pelea de peso gallo.
Cynthia Calvillo enfrentaría a la excampeona de peso paja de Invicta FC, Lívia Renata Souza. Sin embargo, el 7 de junio se informó que Calvillo se fracturó un pie y se vio obligada a retirarse de la pelea. Souza enfrentó a la también excampeona de peso paja Invicta FC, Brianna Van Buren.
Un combate de peso mediano entre Karl Roberson y John Phillips fue programado para este evento. Sin embargo, el 14 de junio, se informó que Phillips fue retirado de la pelea debido a una lesión y fue reemplazado por el recién llegado Wellington Turman.
Una pelea de peso gallo entre la medallista de plata olímpica de 2004 en lucha libre y exretadora al Campeonato de Peso Gallo de UFC, Sara McMann, y la campeona inaugural de peso mosca de UFC, Nicco Montaño (también ganadora peso mosca de The Ultimate Fighter: A New Champion) se programó para este evento. Sin embargo, se informó el 19 de junio que McMann se retiró de la pelea por una lesión. Fue reemplazada por Julianna Peña.
Martin Day enfrentaría a Benito López en el evento. Sin embargo, el 24 de junio, Day se retiró de la pelea debido a una cirugía de rodilla y fue reemplazado por Vince Morales.
Se esperaba que Gian Villante enfrentara a Mike Rodríguez en el evento. Sin embargo, Villante se retiró el 4 de julio debido a razones no reveladas. Fue reemplazado por el recién llegado John Allan.
Beneil Dariush estaba programado para enfrentar a Drakkar Klose en el evento. Sin embargo, el 7 de julio Dariush se retiró debido a una lesión. Como resultado, los funcionarios de UFC optaron por sacar a Klose de la cartelera y se espera que se reprograme para un evento futuro.

## Premios extra
Los siguientes peleadores recibieron $50.000 en bonos:
- Actuación de la Noche: Urijah Faber, Josh Emmett, Andre Fili y Jonathan Martínez